# Memoria
„Memoria“ је трећи албум аргентинске музичке групе Erreway, снимљен 2004. Продуцент албума је Крис Морена. На албуму су певали чланови групе Erreway (Бенхамин Рохас, Камила Бордонаба, Фелипе Коломбо и Луисана Лопилато), а музика са овог албума коришћена је у филму 4 Caminos, који је група снимила 2004.  

## Листа песама
1. „“ (Крис Морена, Карлос Нилсон) – 4:34
2. „“ (Морена, Нилсон) – 4:22
3. „“ (Морена, Нилсон) – 3:15
4. „“ (Морена, Нилсон) – 4:00
5. „“ (Морена, Нилсон) – 3:38
6. „“ (Морена, Нилсон) – 4:07
7. „“ (Морена, Нилсон) – 3:31
8. „“ (Морена, Нилсон) – 3:14
9. „“ (Морена, Нилсон) – 3:22
10. „“ (Морена, Нилсон) – 4:25